# Sehnem Point
Der Sehnem Point (englisch, portugiesisch Pontal Sehnem; chinesisch 牛角半岛 Niujiao Bandao, deutsch ‚Hörnerhalbinsel‘; spanisch Punta Brigadier Escobar) ist eine Landspitze im Nordwesten der Fildes-Halbinsel von King George Island im Archipel der Südlichen Shetlandinseln. Sie besteht aus scharfgratigen Kliffs und markiert die Südseite der Einfahrt zur Bothy Bay.
Das UK Antarctic Place-Names Committee übertrug 2004 eine Benennung brasilianischer Wissenschaftler aus dem Jahr 1984 ins Englische. Chinesische Wissenschaftler benannten sie 1986 deskriptiv. Die Benennung in spanischer Sprache erfolgte durch chilenische Wissenschaftler. Weder der Namensgeber der brasilianischen noch derjenige der chilenischen Benennung sind überliefert.